# Segunda Categoría de Los Ríos 2021
El Campeonato Provincial de Segunda Categoría de Los Ríos 2021 fue un torneo de fútbol en Ecuador en el cual compitieron equipos de la provincia de Los Ríos. El torneo fue organizado por Asociación de Fútbol Profesional de Los Ríos (AFNALR) y avalado por la Federación Ecuatoriana de Fútbol. El torneo empezó el 7 de mayo y finalizó el 15 de agosto. Participaron 13 clubes de fútbol y entregó cuatro cupos a los play-offs del Ascenso Nacional 2021 por el ascenso a la Serie B, además el campeón provincial clasificó a la primera fase de la Copa Ecuador 2022.

## Sistema de campeonato
El sistema determinado por la Asociación de Fútbol Profesional de Los Ríos fue el siguiente:
- Primera fase: Los 13 equipos se dividieron en dos grupos, uno de siete y otro de seis clubes, jugaron todos contra todos en ida y vuelta. Los cuatro primeros de cada grupo clasificaron a la siguiente fase.[4]
- Fase final: Los ocho equipos clasificados se enfrentaron en play-offs ida y vuelta desde cuartos de final hasta la final, además de la definición del tercer y cuarto puesto. Los cuatro equipos que avanzaron a las semifinales se clasificaron a los treintaidosavos de final del Ascenso Nacional 2021. El orden de los partidos fue el siguiente:
  - 1.° Grupo A vs. 4.° Grupo B
  - 2.° Grupo A vs. 3.° Grupo B
  - 1.° Grupo B vs. 4.° Grupo A
  - 2.° Grupo B vs. 3.° Grupo A

## Equipos participantes
| Equipos participantes                        | Equipos participantes     | Equipos participantes                               |
| -------------------------------------------- | ------------------------- | --------------------------------------------------- |
|                                              |                           |                                                     |
| Equipo                                       | Ciudad                    | Estadio                                             |
| Club Deportivo Corinthians                   | El Empalme                | Estadio de la Liga Deportiva Cantonal de El Empalme |
| Club Deportivo Fiorentina                    | Vinces                    | Estadio Municipal 14 de Junio                       |
| Club Deportivo y Social Santa Rita           | Vinces                    | Estadio El Sol                                      |
| Fútbol Club Insutec                          | Quevedo                   | Arena La Victoria                                   |
| Club Deportivo Montry                        | Baba                      | Estadio Julio Salinas Rizzo                         |
| Club Deportivo Nápoli                        | Valencia                  | Estadio Municipal de Valencia                       |
| Club Social, Cultural y Deportivo San Camilo | Quevedo                   | Estadio 7 de Octubre                                |
| Club Social, Cultural y Deportivo Patria     | Buena Fe (Patricia Pilar) | Estadio de la Liga Parroquial de Patricia Pilar     |
| Club Social Deportivo Río Babahoyo           | Babahoyo                  | Estadio Rafael Vera Yépez                           |
| River Fútbol Club                            | El Empalme                | Estadio de la Liga Deportiva Cantonal de El Empalme |
| Club Social Cultural y Deportivo Quevedo     | Quevedo                   | Estadio 7 de Octubre                                |
| Club Sport Venecia                           | Babahoyo                  | Estadio Rafael Vera Yépez                           |
| Club Deportivo Vendaval Fluminense           | Puebloviejo               | Estadio San Juan                                    |

## Equipos por cantón
| Cantón      | N.º | Equipos                                          |
| ----------- | --- | ------------------------------------------------ |
| Quevedo     | 3   | - San Camilo - Deportivo Quevedo - F. C. Insutec |
| Babahoyo    | 2   | - Río Babahoyo - Venecia                         |
| Vinces      | 2   | - Fiorentina - Santa Rita                        |
| El Empalme  | 2   | - Corinthians - River F. C.                      |
| Valencia    | 1   | - Nápoli                                         |
| Puebloviejo | 1   | - Vendaval Fluminense                            |
| Baba        | 1   | - Deportivo Montry                               |
| Buena Fe    | 1   | - Patria                                         |

## Primera fase

### Grupo A

#### Clasificación
| Pos. | Equipo            | Pts. | PJ | G | E | P | GF | GC | Dif. | Clasificación |
| ---- | ----------------- | ---- | -- | - | - | - | -- | -- | ---- | ------------- |
| 1    | Deportivo Quevedo | 30   | 12 | 9 | 3 | 0 | 25 | 6  | +19  | Fase final    |
| 2    | F. C. Insutec     | 21   | 11 | 5 | 6 | 0 | 19 | 8  | +11  | Fase final    |
| 3    | San Camilo        | 20   | 12 | 6 | 2 | 4 | 22 | 14 | +8   | Fase final    |
| 4    | Nápoli            | 20   | 12 | 6 | 2 | 4 | 29 | 23 | +6   | Fase final    |
| 5    | River F. C.       | 9    | 11 | 2 | 3 | 6 | 18 | 21 | −3   |               |
| 6    | Patria            | 6    | 11 | 1 | 3 | 7 | 12 | 29 | −17  |               |
| 7    | Corinthians       | 3    | 11 | 0 | 3 | 8 | 8  | 32 | −24  |               |

 Fuente: Aso Los Ríos, @AscensoEcuador, @TotalFutbol_EC
Criterios de clasificación: 1) Puntos; 2) Diferencia de goles; 3) Goles marcados; 4) Goles de visitante

#### Evolución de la clasificación
| Equipo / Jornada  | 01 | 02 | 03 | 04 | 05 | 06 | 07 | 08 | 09 | 10 | 11 | 12 | 13 | 14 |
| ----------------- | -- | -- | -- | -- | -- | -- | -- | -- | -- | -- | -- | -- | -- | -- |
| Deportivo Quevedo | 5  | 2  | 1  | 1  | 1  | 1  | 1  | 1  | 1  | 1  | 1  | 1  | 1  | 1  |
| F. C. Insutec     | 3  | 1  | 3  | 2  | 2  | 2  | 2  | 3  | 3  | 2  | 2  | 2  | 2  | 2  |
| San Camilo        | 2  | 5  | 2  | 4  | 3  | 3  | 3  | 4  | 4  | 4  | 4  | 4  | 3  | 3  |
| Nápoli            | 1  | 4  | 4  | 3  | 4  | 4  | 4  | 2  | 2  | 3  | 3  | 3  | 4  | 4  |
| River F. C.       | 6  | 3  | 5  | 5  | 5  | 5  | 5  | 5  | 5  | 5  | 5  | 5  | 5  | 5  |
| Patria            | 4  | 6  | 6  | 6  | 6  | 7  | 7  | 7  | 7  | 7  | 6  | 6  | 6  | 6  |
| Corinthians       | 7  | 7  | 7  | 7  | 7  | 6  | 6  | 6  | 6  | 6  | 7  | 7  | 7  | 7  |

#### Resultados
- Los horarios corresponden al huso horario de Ecuador: (UTC-5).

| San Camilo  | 2 - 1             | River F. C.       | 7 de Octubre                 | 7 de mayo         | 11:00             |
| Patria      | 0 - 0             | F. C. Insutec     | Liga Parr. de Patricia Pilar | 7 de mayo         | 14:00             |
| Corinthians | 1 - 2             | Nápoli            | LDC de El Empalme            | 7 de mayo         | 14:00             |
| Libre:      | Deportivo Quevedo | Deportivo Quevedo | Deportivo Quevedo            | Deportivo Quevedo | Deportivo Quevedo |

| River F. C.   | 2 - 1  | Corinthians       | LDC de El Empalme     | 14 de mayo | 11:00  |
| Nápoli        | 0 - 1  | Deportivo Quevedo | Municipal de Valencia | 14 de mayo | 12:00  |
| F. C. Insutec | 2 - 0  | San Camilo        | Arena La Victoria     | 14 de mayo | 14:00  |
| Libre:        | Patria | Patria            | Patria                | Patria     | Patria |

| Deportivo Quevedo | 2 - 0  | River F. C.   | 7 de Octubre      | 21 de mayo | 14:00  |
| San Camilo        | 1 - 0  | Patria        | 7 de Octubre      | 22 de mayo | 11:00  |
| Corinthians       | 1 - 1  | F. C. Insutec | LDC de El Empalme | 22 de mayo | 11:00  |
| Libre:            | Nápoli | Nápoli        | Nápoli            | Nápoli     | Nápoli |

| River F. C.   | 4 - 5      | Nápoli            | LDC de El Empalme            | 26 de mayo | 11:00      |
| Patria        | 2 - 2      | Corinthians       | Liga Parr. de Patricia Pilar | 26 de mayo | 14:00      |
| F. C. Insutec | 2 - 2      | Deportivo Quevedo | Arena La Victoria            | 26 de mayo | 14:00      |
| Libre:        | San Camilo | San Camilo        | San Camilo                   | San Camilo | San Camilo |

| Corinthians       | 0 - 3       | San Camilo    | LDC de El Empalme     | 29 de mayo  | 11:00       |
| Deportivo Quevedo | 3 - 0       | Patria        | 7 de Octubre          | 29 de mayo  | 14:00       |
| Nápoli            | 2 - 4       | F. C. Insutec | Municipal de Valencia | 29 de mayo  | 14:00       |
| Libre:            | River F. C. | River F. C.   | River F. C.           | River F. C. | River F. C. |

| San Camilo    | 0 - 1       | Deportivo Quevedo | 7 de Octubre      | 2 de junio  | 11:00       |
| Patria        | 1 - 2       | Nápoli            | LDC de Buena Fe   | 2 de junio  | 14:00       |
| F. C. Insutec | 1 - 1       | River F. C.       | Arena La Victoria | 2 de junio  | 14:00       |
| Libre:        | Corinthians | Corinthians       | Corinthians       | Corinthians | Corinthians |

| River F. C.       | 4 - 0         | Patria        | 7 de Octubre          | 5 de junio    | 10:00         |
| Nápoli            | 2 - 2         | San Camilo    | Municipal de Valencia | 5 de junio    | 14:00         |
| Deportivo Quevedo | 4 - 0         | Corinthians   | 7 de Octubre          | 6 de junio    | 14:00         |
| Libre:            | F. C. Insutec | F. C. Insutec | F. C. Insutec         | F. C. Insutec | F. C. Insutec |

| Patria      | 1 - 1         | River F. C.       | LDC de Buena Fe   | 9 de junio    | 11:00         |
| San Camilo  | 2 - 3         | Nápoli            | 7 de Octubre      | 9 de junio    | 11:00         |
| Corinthians | 1 - 1         | Deportivo Quevedo | LDC de El Empalme | 9 de junio    | 14:00         |
| Libre:      | F. C. Insutec | F. C. Insutec     | F. C. Insutec     | F. C. Insutec | F. C. Insutec |

| River F. C.       | 1 - 3       | F. C. Insutec | 7 de Octubre          | 12 de junio | 10:00       |
| Nápoli            | 4 - 2       | Patria        | Municipal de Valencia | 12 de junio | 14:00       |
| Deportivo Quevedo | 1 - 0       | San Camilo    | 7 de Octubre          | 13 de junio | 14:00       |
| Libre:            | Corinthians | Corinthians   | Corinthians           | Corinthians | Corinthians |

| Patria        | 1 - 5       | Deportivo Quevedo | LDC de Buena Fe   | 16 de junio | 11:00       |
| San Camilo    | 4 - 0       | Corinthians       | 7 de Octubre      | 16 de junio | 11:00       |
| F. C. Insutec | 1 - 0       | Nápoli            | Arena La Victoria | 16 de junio | 14:00       |
| Libre:        | River F. C. | River F. C.       | River F. C.       | River F. C. | River F. C. |

| Corinthians       | 2 - 3      | Patria        | LDC de El Empalme     | 19 de junio | 14:00      |
| Nápoli            | 2 - 2      | River F. C.   | Municipal de Valencia | 19 de junio | 14:00      |
| Deportivo Quevedo | 0 - 0      | F. C. Insutec | 7 de Octubre          | 20 de junio | 12:00      |
| Libre:            | San Camilo | San Camilo    | San Camilo            | San Camilo  | San Camilo |

| River F. C.   | 1 - 2  | Deportivo Quevedo | 7 de Octubre      | 26 de junio | 10:00  |
| F. C. Insutec | 4 - 0  | Corinthians       | Arena La Victoria | 27 de junio | 12:00  |
| Patria        | 2 - 5  | San Camilo        | LDC de Buena Fe   | 27 de junio | 12:30  |
| Libre:        | Nápoli | Nápoli            | Nápoli            | Nápoli      | Nápoli |

| San Camilo        | 1 - 1  | F. C. Insutec | 7 de Octubre   | 3 de julio     | 11:00          |
| Deportivo Quevedo | 3 - 1  | Nápoli        | 7 de Octubre   | 3 de julio     | 15:30          |
| Corinthians       | -      | River F. C.   | No se programó | No se programó | No se programó |
| Libre:            | Patria | Patria        | Patria         | Patria         | Patria         |

| Nápoli        | 6 - 0             | Corinthians       | Municipal de Valencia | 9 de julio        | 15:00             |
| River F. C.   | 1 - 2             | San Camilo        | 7 de Octubre          | 9 de julio        | 15:00             |
| F. C. Insutec | -                 | Patria            | No se programó        | No se programó    | No se programó    |
| Libre:        | Deportivo Quevedo | Deportivo Quevedo | Deportivo Quevedo     | Deportivo Quevedo | Deportivo Quevedo |

#### Tabla de resultados cruzados
| Local \ Visitante | INS | NAP | COR | CAM | PAT | RIV | QUE |
| ----------------- | --- | --- | --- | --- | --- | --- | --- |
| F. C. Insutec     | —   | 1–0 | 4–0 | 2–0 | —   | 1–1 | 2–2 |
| Nápoli            | 2–4 | —   | 6–0 | 2–2 | 4–2 | 2–2 | 0–1 |
| Corinthians       | 1–1 | 1–2 | —   | 0–3 | 2–3 | —   | 1–1 |
| San Camilo        | 1–1 | 2–3 | 4–0 | —   | 1–0 | 2–1 | 0–1 |
| Patria            | 0–0 | 1–2 | 2–2 | 2–5 | —   | 1–1 | 1–5 |
| River F. C.       | 1–3 | 4–5 | 2–1 | 1–2 | 4–0 | —   | 1–2 |
| Deportivo Quevedo | 0–0 | 3–1 | 4–0 | 1–0 | 3–0 | 2–0 | —   |

### Grupo B

#### Clasificación
| Pos. | Equipo              | Pts. | PJ | G | E | P | GF | GC | Dif. | Clasificación |
| ---- | ------------------- | ---- | -- | - | - | - | -- | -- | ---- | ------------- |
| 1    | Santa Rita          | 26   | 10 | 8 | 2 | 0 | 20 | 5  | +15  | Fase final    |
| 2    | Montry              | 18   | 9  | 5 | 3 | 1 | 17 | 5  | +12  | Fase final    |
| 3    | Fiorentina          | 13   | 10 | 3 | 4 | 3 | 12 | 10 | +2   | Fase final    |
| 4    | Vendaval Fluminense | 6    | 10 | 1 | 3 | 6 | 9  | 27 | −18  | Fase final    |
| 5    | Venecia             | 4    | 10 | 4 | 1 | 5 | 17 | 14 | +3   |               |
| 6    | Río Babahoyo        | 1    | 9  | 1 | 1 | 7 | 7  | 21 | −14  |               |

 Fuente: Aso Los Ríos, @AscensoEcuador, @TotalFutbol_EC
Criterios de clasificación: 1) Puntos; 2) Diferencia de goles; 3) Goles marcados; 4) Goles de visitante
Notas:
1. ↑  Club Sport Venecia fue sancionado con la reducción de 9 puntos, 3 por inhabilitación en la 1.ª fecha y otros 6 por no cancelar deudas pendientes a los acreedores en el plazo establecido.
2. ↑  Club Río Babahoyo fue sancionado con la reducción de 3 puntos por inhabilitación en la 1.ª fecha.

#### Evolución de la clasificación
| Equipo / Jornada    | 01 | 02 | 03 | 04 | 05 | 06 | 07 | 08 | 09 | 10 |
| ------------------- | -- | -- | -- | -- | -- | -- | -- | -- | -- | -- |
| Santa Rita          | 2  | 1  | 2  | 2  | 2  | 1  | 1  | 1  | 1  | 1  |
| Montry              | 1  | 2  | 1  | 1  | 1  | 2  | 2  | 2  | 2  | 2  |
| Fiorentina          | 3  | 3  | 3  | 4  | 4  | 4  | 4  | 3  | 4  | 3  |
| Vendaval Fluminense | 4  | 4  | 4  | 5  | 5  | 6  | 6  | 6  | 6  | 4  |
| Venecia             | 5  | 5  | 5  | 3  | 3  | 3  | 3  | 4  | 3  | 5  |
| Río Babahoyo        | 6  | 6  | 6  | 6  | 6  | 5  | 5  | 5  | 5  | 6  |

#### Resultados
- Los horarios corresponden al huso horario de Ecuador: (UTC-5).

| Venecia             | 0 - 1 | Santa Rita   | Rafael Vera Yépez   | 7 de mayo | 10:00 |
| Montry              | 3 - 0 | Río Babahoyo | Julio Salinas Rizzo | 7 de mayo | 12:00 |
| Vendaval Fluminense | 1 - 1 | Fiorentina   | Rafael Vera Yépez   | 7 de mayo | 15:00 |

| Santa Rita | 1 - 0 | Río Babahoyo        | El Sol               | 14 de mayo | 11:00 |
| Fiorentina | 0 - 0 | Montry              | Ángel Concha Fuentes | 14 de mayo | 14:00 |
| Venecia    | 6 - 2 | Vendaval Fluminense | Rafael Vera Yépez    | 14 de mayo | 14:00 |

| Montry              | 1 - 0 | Venecia    | Julio Salinas Rizzo | 21 de mayo | 12:00 |
| Río Babahoyo        | 1 - 2 | Fiorentina | Rafael Vera Yépez   | 23 de mayo | 10:00 |
| Vendaval Fluminense | 1 - 1 | Santa Rita | Rafael Vera Yépez   | 23 de mayo | 15:00 |

| Santa Rita          | 1 - 0 | Fiorentina   | El Sol            | 29 de mayo | 11:00 |
| Venecia             | 3 - 0 | Río Babahoyo | Rafael Vera Yépez | 29 de mayo | 14:00 |
| Vendaval Fluminense | 0 - 4 | Montry       | Rafael Vera Yépez | 30 de mayo | 14:00 |

| Fiorentina   | 1 - 2 | Venecia             | Ángel Concha Fuentes | 4 de junio | 14:00 |
| Montry       | 1 - 1 | Santa Rita          | Julio Salinas Rizzo  | 5 de junio | 12:00 |
| Río Babahoyo | 0 - 3 | Vendaval Fluminense | Rafael Vera Yépez    | 6 de junio | 14:00 |

| Venecia             | 1 - 2 | Fiorentina   | Rafael Vera Yépez | 11 de junio | 14:00 |
| Santa Rita          | 1 - 0 | Montry       | El Sol            | 12 de junio | 11:00 |
| Vendaval Fluminense | 1 - 4 | Río Babahoyo | Rafael Vera Yépez | 13 de junio | 14:00 |

| Montry       | 5 - 1 | Vendaval Fluminense | Julio Salinas Rizzo | 19 de junio | 12:00 |
| Fiorentina   | 1 - 2 | Santa Rita          | 14 de Junio         | 19 de junio | 14:00 |
| Río Babahoyo | 1 - 1 | Venecia             | Rafael Vera Yépez   | 20 de junio | 10:00 |

| Santa Rita | 5 - 0 | Vendaval Fluminense | El Sol            | 26 de junio | 11:00 |
| Fiorentina | 4 - 1 | Río Babahoyo        | 14 de Junio       | 26 de junio | 14:00 |
| Venecia    | 1 - 2 | Montry              | Rafael Vera Yépez | 26 de junio | 15:00 |

| Montry              | 1 - 1 | Fiorentina | Julio Salinas Rizzo | 2 de julio | 12:00 |
| Río Babahoyo        | 0 - 3 | Santa Rita | Rafael Vera Yépez   | 3 de julio | 15:00 |
| Vendaval Fluminense | 0 - 1 | Venecia    | Rafael Vera Yépez   | 4 de julio | 14:00 |

| Santa Rita   | 4 - 2 | Venecia             | El Sol         | 10 de julio    | 12:00          |
| Fiorentina   | 0 - 0 | Vendaval Fluminense | 14 de Junio    | 10 de julio    | 12:00          |
| Río Babahoyo | -     | Montry              | No se programó | No se programó | No se programó |

#### Tabla de resultados cruzados
| Local \ Visitante   | VEN | MON | VDV | SRT | RIO | FIO |
| ------------------- | --- | --- | --- | --- | --- | --- |
| Venecia             | —   | 1–2 | 6–2 | 0–1 | 3–0 | 1–2 |
| Montry              | 1–0 | —   | 5–1 | 1–1 | 3–0 | 1–1 |
| Vendaval Fluminense | 0–1 | 0–4 | —   | 1–1 | 1–4 | 1–1 |
| Santa Rita          | 4–2 | 1–0 | 5–0 | —   | 1–0 | 1–0 |
| Río Babahoyo        | 1–1 | —   | 0–3 | 0–3 | —   | 1–2 |
| Fiorentina          | 1–2 | 0–0 | 0–0 | 1–2 | 4–1 | —   |

## Fase final

### Cuadro de desarrollo
|  | Cuartos de final    | Cuartos de final  | Cuartos de final   | Cuartos de final  |   |                   | Semifinales                | Semifinales                | Semifinales                | Semifinales                |  |                    | Final            | Final            | Final            | Final            |  |
|  | 17 al 24 de julio   | 17 al 24 de julio | 17 al 24 de julio  | 17 al 24 de julio |   |                   | 28 de julio al 1 de agosto | 28 de julio al 1 de agosto | 28 de julio al 1 de agosto | 28 de julio al 1 de agosto |  |                    | 8 y 15 de agosto | 8 y 15 de agosto | 8 y 15 de agosto | 8 y 15 de agosto |  |
|  |                     |                   |                    |                   |   |                   |                            |                            |                            |                            |  |                    |                  |                  |                  |                  |  |
|  |                     |                   |                    |                   |   |                   |                            |                            |                            |                            |  |                    |                  |                  |                  |                  |  |
|  | Deportivo Quevedo   | 2                 | 5                  | 7                 |   |                   |                            |                            |                            |                            |  |                    |                  |                  |                  |                  |  |
|  | Deportivo Quevedo   | 2                 | 5                  | 7                 |   |                   |                            |                            |                            |                            |  |                    |                  |                  |                  |                  |  |
|  | Vendaval Fluminense | 0                 | 0                  | 0                 |   |                   |                            |                            |                            |                            |  |                    |                  |                  |                  |                  |  |
|  | Vendaval Fluminense | 0                 | 0                  | 0                 |   | Deportivo Quevedo | 2                          | 0                          | 2 (4)                      |                            |  |                    |                  |                  |                  |                  |  |
|  |                     |                   |                    |                   |   | Deportivo Quevedo | 2                          | 0                          | 2 (4)                      |                            |  |                    |                  |                  |                  |                  |  |
|  |                     |                   | F. C. Insutec (p.) | 1                 | 1 | 2 (5)             |                            |                            |                            |                            |  |                    |                  |                  |                  |                  |  |
|  | F. C. Insutec       | 1                 | F. C. Insutec (p.) | 1                 | 1 | 2 (5)             | 2                          | 3                          |                            |                            |  |                    |                  |                  |                  |                  |  |
|  | F. C. Insutec       | 1                 |                    |                   |   |                   |                            |                            |                            |                            |  |                    |                  |                  |                  |                  |  |
|  | Fiorentina          | 2                 | 0                  | 2                 |   |                   |                            |                            |                            |                            |  |                    |                  |                  |                  |                  |  |
|  | Fiorentina          | 2                 | 0                  | 2                 |   |                   |                            |                            |                            |                            |  | F. C. Insutec (p.) | 0                | 3                | 3 (3)            |                  |  |
|  |                     |                   |                    |                   |   |                   |                            |                            |                            |                            |  | F. C. Insutec (p.) | 0                | 3                | 3 (3)            |                  |  |
|  |                     |                   | San Camilo         | 2                 | 1 | 3 (2)             |                            |                            |                            |                            |  |                    |                  |                  |                  |                  |  |
|  | Montry              | 2                 | San Camilo         | 2                 | 1 | 3 (2)             | 2                          | 4 (1)                      |                            |                            |  |                    |                  |                  |                  |                  |  |
|  | Montry              | 2                 |                    |                   |   |                   |                            |                            |                            |                            |  |                    |                  |                  |                  |                  |  |
|  | San Camilo (p.)     | 1                 | 3                  | 4 (4)             |   |                   |                            |                            |                            |                            |  |                    |                  |                  |                  |                  |  |
|  | San Camilo (p.)     | 1                 | 3                  | 4 (4)             |   | San Camilo (p.)   | 2                          | 1                          | 3 (3)                      |                            |  |                    |                  |                  |                  |                  |  |
|  |                     |                   |                    |                   |   | San Camilo (p.)   | 2                          | 1                          | 3 (3)                      |                            |  |                    |                  |                  |                  |                  |  |
|  |                     |                   | Santa Rita         | 1                 | 2 | 3 (1)             |                            |                            |                            |                            |  |                    |                  |                  |                  |                  |  |
|  | Santa Rita          | 2                 | Santa Rita         | 1                 | 2 | 3 (1)             | 6                          | 8                          |                            |                            |  |                    |                  |                  |                  |                  |  |
|  | Santa Rita          | 2                 |                    |                   |   |                   |                            |                            |                            |                            |  |                    |                  |                  |                  |                  |  |
|  | Nápoli              | 1                 | 0                  | 1                 |   |                   |                            |                            |                            |                            |  |                    |                  |                  |                  |                  |  |
|  | Nápoli              | 1                 | 0                  | 1                 |   |                   |                            |                            |                            |                            |  |                    |                  |                  |                  |                  |  |
|  |                     |                   |                    |                   |   |                   |                            |                            |                            |                            |  |                    |                  |                  |                  |                  |  |

### Cuartos de final
| Fecha              | Lugar    | Local               |  | Resultado     |  | Visitante           |
| ------------------ | -------- | ------------------- |  | ------------- |  | ------------------- |
| 17 de julio, 11:00 | Quevedo  | San Camilo          |  | 1 – 2         |  | Montry              |
| 23 de julio, 12:00 | Baba     | Montry              |  | (1) 2 – 3 (4) |  | San Camilo          |
| 17 de julio, 14:00 | Valencia | Nápoli              |  | 1 – 2         |  | Santa Rita          |
| 24 de julio, 14:00 | Vinces   | Santa Rita          |  | 6 – 0         |  | Nápoli              |
| 18 de julio, 11:00 | Vinces   | Fiorentina          |  | 2 – 1         |  | F. C. Insutec       |
| 23 de julio, 15:00 | Quevedo  | F. C. Insutec       |  | 2 – 0         |  | Fiorentina          |
| 18 de julio, 14:00 | Babahoyo | Vendaval Fluminense |  | 0 – 2         |  | Deportivo Quevedo   |
| 24 de julio, 11:00 | Quevedo  | Deportivo Quevedo   |  | 5 – 0         |  | Vendaval Fluminense |

### Semifinales
| Fecha              | Lugar      | Local             |  | Resultado     |  | Visitante         |
| ------------------ | ---------- | ----------------- |  | ------------- |  | ----------------- |
| 28 de julio, 15:00 | Quevedo    | F. C. Insutec     |  | 1 – 2         |  | Deportivo Quevedo |
| 1 de agosto, 14:00 | Quevedo    | Deportivo Quevedo |  | (4) 0 – 1 (5) |  | F. C. Insutec     |
| 28 de julio, 12:00 | El Empalme | San Camilo        |  | 2 – 1         |  | Santa Rita        |
| 31 de julio, 11:00 | Vinces     | Santa Rita        |  | (1) 2 – 1 (3) |  | San Camilo        |

### Partido por el tercer puesto
| Fecha               | Lugar   | Local             |  | Resultado     |  | Visitante         |
| ------------------- | ------- | ----------------- |  | ------------- |  | ----------------- |
| 7 de agosto, 11:00  | Quevedo | Deportivo Quevedo |  | 1 – 1         |  | Santa Rita        |
| 14 de agosto, 11:00 | Vinces  | Santa Rita        |  | (5) 2 – 2 (3) |  | Deportivo Quevedo |

### Final
| Fecha               | Lugar      | Local         |  | Resultado     |  | Visitante     |
| ------------------- | ---------- | ------------- |  | ------------- |  | ------------- |
| 8 de agosto, 15:00  | Quevedo    | F. C. Insutec |  | 0 – 2         |  | San Camilo    |
| 15 de agosto, 11:00 | El Empalme | San Camilo    |  | (2) 1 – 3 (3) |  | F. C. Insutec |

| |
| Fútbol Club Insutec Campeón 2.° título Clasificado a los play-offs de la Segunda Categoría 2021. También clasificó San Camilo como subcampeón, Santa Rita como tercer puesto y Deportivo Quevedo como cuarto puesto. |

## Clasificación general
| Pos. | Equipos             | Prom. | Pts. | PJ | PG | PE | PP | GF | GC | Dif. | Fase en la que concluyó su participación |
| ---- | ------------------- | ----- | ---- | -- | -- | -- | -- | -- | -- | ---- | ---------------------------------------- |
| 1.   | F. C. Insutec (C)   | 1.765 | 30   | 17 | 8  | 6  | 3  | 27 | 15 | +12  | Final                                    |
| 2.   | San Camilo          | 1.611 | 29   | 18 | 9  | 2  | 7  | 32 | 24 | +8   | Final                                    |
| 3.   | Santa Rita          | 2.313 | 37   | 16 | 11 | 4  | 1  | 34 | 12 | +22  | Definición del tercer puesto             |
| 4.   | Deportivo Quevedo   | 2.278 | 41   | 18 | 12 | 5  | 1  | 37 | 11 | +26  | Definición del tercer puesto             |
| 5.   | Montry              | 1.909 | 21   | 11 | 6  | 3  | 2  | 21 | 9  | +12  | Cuartos de final                         |
| 6.   | Nápoli              | 1.429 | 20   | 14 | 6  | 2  | 6  | 30 | 31 | −1   | Cuartos de final                         |
| 7.   | Fiorentina          | 1.333 | 16   | 12 | 4  | 4  | 4  | 14 | 13 | +1   | Cuartos de final                         |
| 8.   | Vendaval Fluminense | 0.500 | 6    | 12 | 1  | 3  | 8  | 9  | 34 | −25  | Cuartos de final                         |
| 9.   | River F. C.         | 0.818 | 9    | 11 | 2  | 3  | 6  | 18 | 21 | −3   | Primera fase                             |
| 10.  | Patria              | 0.545 | 6    | 11 | 1  | 3  | 7  | 12 | 29 | −17  | Primera fase                             |
| 11.  | Venecia             | 0.400 | 4    | 10 | 4  | 1  | 5  | 17 | 14 | +3   | Primera fase                             |
| 12.  | Corinthians         | 0.273 | 3    | 11 | 0  | 3  | 8  | 8  | 32 | −24  | Primera fase                             |
| 13.  | Río Babahoyo        | 0.111 | 1    | 9  | 1  | 1  | 7  | 7  | 21 | −14  | Primera fase                             |

## Goleadores
| Pos. | Jugador         | Equipo            | Goles |
| ---- | --------------- | ----------------- | ----- |
| 1    | Germán Sosa     | Santa Rita        | 14    |
| 2    | Jimmy Mendoza   | San Camilo        | 11    |
| 3    | Agustín Jara    | F. C. Insutec     | 10    |
| 4    | Marcell Cabezas | Deportivo Quevedo | 9     |
| 5    | Óscar Rodríguez | Nápoli            | 7     |